# The Quitter
The Quitter er en amerikansk stumfilm fra 1916 af Charles Horan.

## Medvirkende
- Lionel Barrymore som Happy Jack Lewis.
- Marguerite Skirvin som Glad Mason.
- Paul Everton som W.E. Willet.
- Charles Prince som Bill McFarland.
- Jules Cowles som Seth Moore.